# Stazione di Sermoneta-Bassiano
La stazione di Sermoneta-Bassiano era una stazione ferroviaria posta sulla linea Velletri-Terracina. Serviva i centri abitati di Sermoneta e di Bassiano.